# حيدر أباد (جلفا)
حيدر أباد هي قرية في مقاطعة جلفا، إيران. عفي تعداد عام 2006 ، لوحظ وجودها، ولكن لم يتم الإبلاغ عن سكانها